# Liste der Monuments historiques in Vouarces
Die Liste der Monuments historiques in Vouarces führt die Monuments historiques in der französischen Gemeinde Vouarces auf.

## Liste der Objekte
| Bezeichnung                              | Beschreibung                                                                             | Standort                                  | Kennzeichnung | Schutzstatus | Datum | Bild |
| ---------------------------------------- | ---------------------------------------------------------------------------------------- | ----------------------------------------- | ------------- | ------------ | ----- | ---- |
| Skulptur einer Person mit Urne           | Stein, farbig gefasst, 15. Jahrhundert                                                   | in der Kirche St-Pierre-et-St-Paul (Lage) | PM51001240    | Classé       | 1948  |      |
| Skulptur Heiliger Mauritius              | Stein, 16. Jahrhundert                                                                   | in der Kirche St-Pierre-et-St-Paul (Lage) | PM51002947    | Inscrit      | 1978  |      |
| Skulptur eines Diakons mit Märtyrerpalme | Holz, 18. Jahrhundert                                                                    | in der Kirche St-Pierre-et-St-Paul (Lage) | PM51002949    | Inscrit      | 1978  |      |
| Hauptaltar                               | Altartisch, Tabernakel, Retabel und Gemälde; Holz, Ölfarbe auf Leinwand, 18. Jahrhundert | in der Kirche St-Pierre-et-St-Paul (Lage) | PM51002950    | Inscrit      | 1978  |      |
| Skulptur Petrus                          | Stein, 17. Jahrhundert                                                                   | in der Kirche St-Pierre-et-St-Paul (Lage) | PM51002944    | Inscrit      | 1978  |      |
| Kommuniontisch                           | Holz, 18. Jahrhundert                                                                    | in der Kirche St-Pierre-et-St-Paul (Lage) | PM51002945    | Inscrit      | 1978  |      |
| Rechter Seitenaltar                      | Retabel und Gemälde; Holz, Ölfarbe auf Leinwand, 18. Jahrhundert                         | in der Kirche St-Pierre-et-St-Paul (Lage) | PM51002948    | Inscrit      | 1978  |      |
| Skulptur Madonna mit Kind                | Stein, 15. und 16. Jahrhundert                                                           | in der Kirche St-Pierre-et-St-Paul (Lage) | PM51002946    | Inscrit      | 1978  |      |